# Ломово (Башкортостан)
Ломово (баш. Ломов) — деревня в Благоварском районе Республики Башкортостан Российской Федерации. Входит в состав Кучербаевского сельсовета. 

## География

### Географическое положение
Расстояние до:
- районного центра (Языково): 40 км,
- центра сельсовета (Старокучербаево): 8 км,
- ближайшей ж/д станции (Благовар): 60 км.

## История
В «Списке населенных мест по сведениям 1870 года», изданном в 1877 году, населённый пункт упомянут как деревня Ломова 3-го стана Белебеевского уезда Уфимской губернии. Располагалась при речке Агашлы, по правую сторону просёлочной дороги из Белебея в Бирск, в 95 верстах от уездного города Белебея и в 50 верстах от становой квартиры в селе Шаран (Архангельский Завод). В деревне, в 25 дворах жили 157 человек (71 мужчина и 86 женщин, татары), была мечеть.

## Население
| 2002 | 2009 | 2010 |
| ---- | ---- | ---- |
| 91   | ↘43  | ↗107 |

Согласно переписи 2002 года, преобладающие национальности — татары (51 %), башкиры (47 %).